# Itchy & Scratchy Land
«Itchy & Scratchy Land» (с англ. — «Щекотка и Царапка Ленд», также «Центр Щекотки и Царапки») — четвёртый эпизод шестого сезона мультсериала «Симпсоны», который вышел 2 октября 1994 года. Желая идеальный семейный отдых, Симпсоны едут в парк развлечений под названием «Щекотка и Царапка Лэнд». Серия была написана Джоном Шварцвельдером и срежиссирована Уэсом Арчером.

## Сюжет
После того, как Барт и Лиза увидели рекламу парка развлечений под названием «Щекотка и Царапка Лэнд», они сразу же захотели поехать туда. Однако Мардж уже запланировала отдых в птичьем заповеднике, но узнав, что в парке развлечений есть места для взрослых, родители соглашаются поехать в «Щекотка и Царапка Лэнд», при условии, что они не будут смущать родителей, как в прошлых поездках. После долгой езды на автомобиле (проходя мимо кафе «Флики» и пункта для досмотра овощей и фруктов, который Гомеру не понравился) Симпсоны доезжают до парковки возле парка, рядом с которой есть вертолёт, с помощью которого они попадают в парк развлечений.
В парке Мардж беспокоится из-за того, что в парке изображено много насилия, но дети с удовольствием проводят время на аттракционах с элементами насилия, включая парад роботов, которые похожи на Щекотку и Царапку. Гомер и Мардж решают провести время вдали от детей на «Острове родителей», тем временем Барт и Лиза продолжают веселиться. Также дети посещают кинотеатр, в котором показывают документальный фильм об истории «Щекотки и Царапки», и мультфильмы «Цараптазия» и «Пиноткио». Отдых срывается, когда Барт бросает вонючую бомбу (англ. stink bomb) в костюм актёра, играющего Щекотку, после чего Барта задерживают охранники парка. Барт встречает Гомера, которого задержали за то, что он пнул другого актёра, который играет Щекотку, «прямо в зад». Мардж информируют о том, что Гомера и Барта задержали за хулиганство.
Тем временем Профессор Фринк, автор роботов, похожих на Щекотку и Царапку, говорит другим работникам парка развлечений о том, что все роботы работают от команд своих хозяев, и они через секунды принимают команды хозяев. Мардж освобождает Барта и Гомера, но в это время роботы перестают слушаться хозяев и начинают уничтожать всё, что движется. Работники парка не позволяют Симпсонам сесть на вертолёт из-за того, что сделали Барт и Гомер. Гомер отчаянно бросает все, что у него есть, и замечает, что после вспышки фотоаппарата происходит короткое замыкание. Симпсоны берут все фотоаппараты из магазина сувениров и вызывают замыкание у всех роботов. Семью поблагодарили за сохранение парка, и Симпсоны решили, что это их лучший отдых. Однако они решили не говорить всем об этой поездке.

## Производство эпизода
Эпизод «Itchy & Scratchy Land», был написан всем коллективом сценаристов, авторство которого было переложено на Джона Шварцвельдера, был сложен в создании. Производство эпизода включало создание эпизода в новой среде, что означает, что надо было перерисовывать всё заново. В то время, когда эпизод был готов, были приняты новые законы цензуры. В результате цензоры Fox пытались остановить авторов от добавления сцен с мультфильмом «Щекотка и Царапка». В ответ на это сценаристы добавили серию «Щекотки и Царапки», но постарались сделать в ней как можно меньше насилия. Цензоры Fox пригрозили, что эпизоды «Щекотки и Царапки» могут быть полностью вырезаны, но они смягчились после заявления Дэвида Миркина о том, что он может рассказать об этом СМИ. Авторы эпизода решили не переусердствовать с насилием, и в некоторых сценах насилие было вырезано.
Несмотря на то, что эпизод был сложен в анимации, эпизод стал «сбывшейся мечтой» для аниматоров, так как они наслаждались сценами насилия в эпизоде.

## Культурные отсылки
- Большая часть «Щекотки и Царапки Лэнда» пародирует Диснейленд.[4]
- «Евро Щекотка и Царапка Лэнд» является пародией на Парижский Диснейленд, известный как Евро Диснейленд, который в то время терпел неудачу.[4]
- Несколько сцен, например, полёт на вертолёте, когда логотип отображается в сторону вертолёта, и некоторые другие части сюжета пародируют книгу и фильм «Парк Юрского периода».
- Несколько других сцен, например, «Тематический парк будущего», пародируют другую историю Майкла Крайтона, Мир Дикого Запада.[2][4]
- Мультфильм «Цараптазия» является пародией на сегмент «ученик волшебника» из мультфильма «Фантазия».[4]
- Мультфильм «Щекоткио» является пародией на мультфильм 1940 года «Пиноккио».
- Момент, когда Ганс Молман был атакован стаей хищных птиц в телефонной будке, является отсылкой к фильму Альфреда Хичкока «Птицы».[2]
- То, что Роджер Майерс является антисемитом, является отсылкой к тому, что Уолт Дисней, возможно, являлся антисемитом.[6]
- Во флэшбеке Гомер упоминает фильм «Свидетель».[2]

## Критика
Мультфильм «Цараптазия» является одним из любимых мультфильмов «Щекотки и Царапки» для Дэвида Миркина. Эпизод получил седьмое место в списке 25 лучших эпизодов Симпсонов от Entertaiment Weekly в 2003 году, авторы списка отмечают то, что «Анимированные атаки, противостояние между человеком и машиной — хорошо, но Гомер и мыши-роботы — это шумное опровержение буйного капитализма». Уоррен Мартин и Андриан Вуд назвали эпизод «не типичным, с тонким сюжетом. Но те, кто был в Диснейлэнде, поймут шутки.». Также эпизод получил шестое место в списке 10 лучших эпизодов, по мнению MSNBC в 2007 году.